# Castello di Acri
Il castello di Acri, noto anche come Rocca dei Bruzii, era un'opera difensiva, eretta probabilmente in epoca bruzia, nell'attuale comune di Acri in provincia di Cosenza, della quale rimane a tutt'oggi solo più una splendida torre, che è il simbolo della città.

## Localizzazione
È situato a controllo del territorio, al limite del territorio controllato ai tempi della Magna Grecia dalla potente Sibari. L'ipotesi dell'edificazione bruzia sembra ora del tutto avvalorata dagli svariati ritrovamenti archeologici datati dall'Eneolitico al età del Bronzo finale, rinvenuti tutt'intorno alla città vecchia di Acri.
In seguito fu fortilizio romano, come descritto dallo storico Capalbo in una lapide marmorea in lingua latina (rinvenuta nel 1890), con l'iscrizione "XII LEGIO", ed inoltre un altro frammento di lapide con iscritto "Sacellum Dedicatam ad Veneri", e piccole porzioni di mosaico, probabilmente greche, rinvenute nelle vicinanze del castello.

## Fonti
I testi storici fin qui pervenuti lo descrivono come "Castel Vetere", ossia molto antico. Nel 1190 fu descritto da una prima Platea della diocesi di Bisignano, con annessa la chiesa di Sante Nicola ante ad Castillum: questa chiesa una volta si trovava nelle mura di cinta del castello, mentre ora è invece poco al di fuori. La chiesa possiede svariati elementi stilistici ed è stata classificata al X - XI secolo d.C.
Il Pontano nella sua opera scrive che "Acri, summo in monte posita, rupibus undique ferme cincta", mentre il Barrio scrive "Intus est Acrae oppidum: ab effectutice situm sit, cuius meminit Stefanus Bisantinus. Acrae inquit urbis Iapigiae, altera Italiae dicta Idrusiaem".
Il Marafioti ed il Barrio di nuovo scrivono: 
"Acra oppidum ab effectu, Acra enim summitate significat quod in montis vertice situ fit" (tradotto: "Acri fortezza gagliarda, Acri infatti significa posta in alto, poiché costruita all'apice di un monte").
Davide Andreotti Loria scrive su Acri: "Acri è l'antica Aciris, che si declinava come metabo e vale a dire: Aciris, Aceruntis, Acherontis..." e precisa che "..il suo no è nome di origine greca, ma nazionale, chi crede che sia greco, si è ingannato dal suo nome ch'e greco"
Stefano di Bisanzio V secolo d.C. scrive: "Acrae, urbis Japigiae, altera Italia dicta etiam Idrusiae, quod Muconius Fluvias paeter fuit, in quem si morbide oves immiserunt curabitur.."

## Struttura
La forma del castello in origine era trapezoidale con tre torri poste nella parte più alta, e la quarta posta nel livello più basso delle mura difensive a controllo del ponte levatoio o della porta a caditoia. Le mura difensive cingevano tutta la cittadella del quartiere Pàdia compresa la chiesa matrice Santa Maria Maggiore. Nella chiesa, che fino al 1290 dalla Platea del vescovo Ruffino da Bisignano veniva descritta come "Sancta Mariae de Padiae", sono state rinvenute durante alcuni recenti lavori di restauro, tracce di un tempio paleocristiano.
Le mura di cinta del castello hanno un diametro di circa due metri nella parte più alta del perimetro, mentre le mura del livello inferiore erano descritte aventi un diametro di circa quattro metri. Visibile fino ai primi del Novecento, la cisterna per l'approvvigionamento dell'acqua in caso di assedio era posta a nord della torre esistente: era alta circa due piani (cioè sei metri di altezza) e larga venti.
Nel 1999 furono rinvenute nelle mura del castello parecchie monete di origine greca, tra cui alcune di Sibari, altre di Thurii, ed una sola di Crotone, ora in possesso della Soprintendenza Archeologica della Sibaritide.
Il poeta Vincenzo Julia (1838 - 1894) dedicò al castello di Acri un poema:
Al Castello di Acri

Degli ulivi all'ombra siedo inneggiando,

Medioevale castello, alle tue mura,

bevo del novo maggio la frescura,

e le reliquie tue vò contemplando.

Rugge ai tuoi piè, spumante e tortuoso,

Di pini centenari incoronato,

Dai calabri tramonti irradiato,

Dei vecchi bruzi il fiume turbinoso.

Dagli antichi castani esce la luna,

dentro le valli zeffiro sospira;

Un'ombra malinconica s'aggira

per i silenzi de la notte bruna.

È guerriero, che vien sopra il fumante

Cavallo di battaglia, invitto e altero,

Gli freme intorno il fiume alto e muggiente.

Il clongor de la tromba aragonese

Risuona del Moccon dentro le valli,

Salgon la costa i barbari cavalli,

Tuona il selvaggio accento del Barrese...